# 1742 w polityce

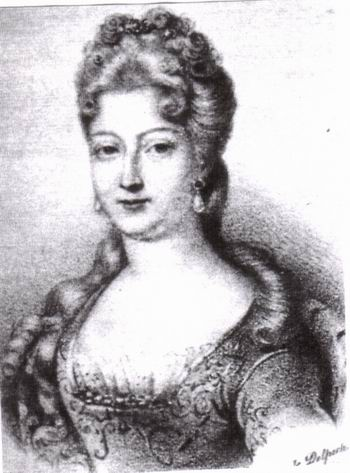
Ludwika Elżbieta Orleańska

Wydarzenia polityczne w 1742 roku.

## Zmarli
- 10 czerwca Wilhelmina Amalia Brunszwicka, cesarzowa, żona Józefa I Habsburga[1].
- 16 czerwca Ludwika Elżbieta Orleańska, królowa Hiszpanii[2].